# 蒙泰松
蒙泰松（法語：Montesson，法語發音：[mɔ̃tesɔ̃]）是法国伊夫林省的一个市镇，属于圣日耳曼昂莱区。

## 地理
蒙泰松（48°54'31"N, 2°8'58"E）面积7.36 平方千米，位于法国法蘭西島大區伊夫林省，该省份为法国北部内陆省份，北起瓦兹河谷省，西接厄尔省，西南接厄尔-卢瓦省，东南接埃松省，东临上塞纳省。
与蒙泰松接壤的市镇（或旧市镇、城区）包括：塞纳河畔卡里耶尔、沙图、勒梅尼勒勒鲁瓦、勒佩克、薩特魯維爾、勒韦西内。

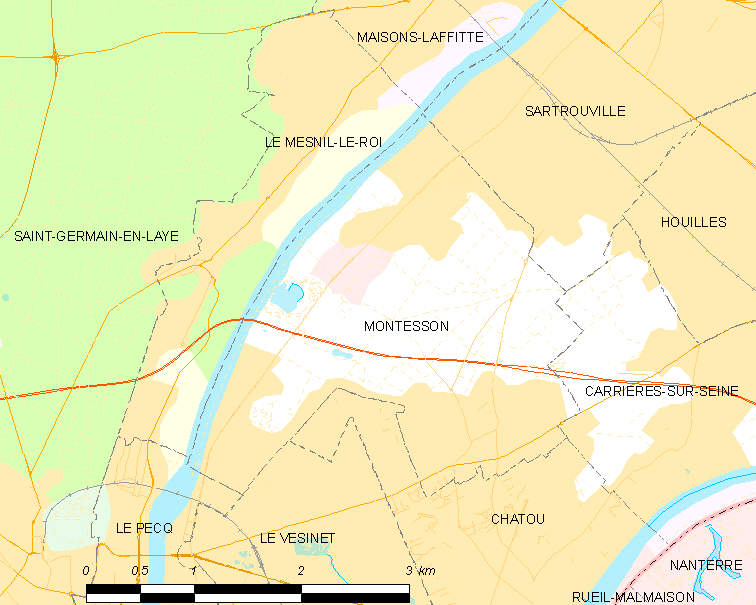
蒙泰松的OSM定位图

蒙泰松的时区为UTC+01:00、UTC+02:00（夏令时）。

## 行政
蒙泰松的邮政编码为78360，INSEE市镇编码为78418。

## 政治
蒙泰松所属的省级选区为乌耶县。

## 人口

1962-2008年间蒙泰松人口变化图示

蒙泰松于2022年1月1日时的人口数量为14606人。